# Obwód bobrujski
Obwód bobrujski (biał. Бабруйская вобласць, Bobrujskaja wobłasć, ros. Бобруйская область, Bobrujskaja obłast) – jednostka administracyjna w składzie Białoruskiej Socjalistycznej Republiki Radzieckiej, utworzona 20 września 1944 roku dekretem Prezydium Rady Najwyższej ZSRR z części obwodów mińskiego, mohylewskiego i poleskiego. 8 stycznia 1954 roku dekretem Prezydium Rady Najwyższej ZSRR obwód został zlikwidowany, a rejony wchodzące w jego skład włączone do obwodów: mińskiego, mohylewskiego i homelskiego.